# Metropolia Grouard-McLennan
Metropolia Grouard-McLennan – metropolia Kościoła rzymskokatolickiego w zachodniej Kanadzie w prowincji Alberta. Obejmuje metropolitalną archidiecezję Grouard-McLennan i dwie diecezje. Została ustanowiona 13 lipca 1967 roku.
W skład metropolii wchodzą:
- Archidiecezja Grouard-McLennan
- Diecezja MacKenzie-Fort Smith
- Diecezja Whitehorse